# Barry Edward O'Meara

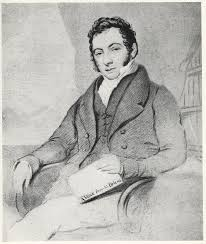
O'Meara, sosteniendo una copia de su libro, Una voz desde Santa Helena (1822)

Barry Edward O'Meara (1786 - 1836), fue un cirujano irlandés y uno de los miembros fundadores del Reform Club. O'Meara sería uno de los acompañantes de Napoleón durante su exilio en Santa Helena, siendo su médico en este periodo. Durante su vida se graduó en el Trinity College de Dublín y era cirujano a bordo del HMS Bellerophon cuando el emperador francés se rindió.

## Su vida
Se recuerda a O'Meara como el autor de Napoleon in Exile, or A Voice From St. Helena (1822). En dicho libro acusaría al gobernador de Santa Helena, Hudson Lowe, de descuidar al otrora emperador durante su estancia en la isla. Además de su libro, se sabe que intercambió correspondencia secreta con un funcionario del Almirantazgo británico, en el que detallaba el estado mental de Napoleón durante su cautiverio y el por qué de las quejas que tenía el emperador emérito contra el gobernador Lowe y en consecuencia con el gobierno británico.
Edward O'Meara sería el primer cirujano en hacerle una operación a Napoleón, pues tendría que extraerle una muela del juicio en otoño de 1817.

## Legado
La nieta de O'Meara, Kathleen O'Meara, sería una escritora católica residente en París.
O'Meara sería interpretado por Michael Williams en la película histórica angloamericana de 1972 titulada Eagle in a Cage.